# St. Vither Zeitung
Die St. Vither Zeitung war eine deutschsprachige Zeitung, die von 1866 bis 1965 zunächst im preußischen Kreis Malmedy und ab 1920 in der Stadtgemeinde Sankt Vith von Ostbelgien existierte und anschließend mit der Tageszeitung Grenz-Echo in Eupen fusionierte.

## Geschichte
Der aus Zell an der Mosel stammende gelernte Drucker Josef Doepgen entschied sich 1866 für die Gründung eines deutschsprachigen „Wochenblatts für den Kreis Malmedy“ in St. Vith und die erste Ausgabe erschien am 30. Januar 1866. Damit war die anfangs vierseitige Zeitung mit einer Auflage von rund 330 Exemplaren die erste deutschsprachige Ausgabe ihrer Art im Kreis Malmedy und die erste für die Gemeinde St. Vith. Es war das erklärte Ziel von Doepgen, mit seinem Wochenblatt den deutschsprachigen Bürgern im Kreis eine Informationsquelle zu bieten, um dort einmal wöchentlich alle amtlichen Vorgänge und sonstigen Ereignisse bekannt machen zu können, da bisher mehrheitlich nur französischsprachige Zeitungen existierten und diese auch meist nur in der Kreisstadt selbst verlegt wurden. Schon wenige Monate nach der Einführung wurde die Zeitung ab dem 7. Juli 1866 nunmehr als „Kreisblatt für den Kreis Malmedy“ zweimal wöchentlich herausgegeben.
Josef Doepgen führte seine Firma als einen „Einmannbetrieb“ und als Familienunternehmen fort, da ab 1891 zunächst sein Sohn Peter Josef Doepgen und nach diesem ab 1903 dessen Bruder Hermann Doepgen, senior (1895–1939) die Leitung übernahmen. Erst Letztgenannter stellte 1905 einen Redakteur ein und veränderte den Namen der Zeitung in „Malmedy-St.Vither Volkszeitung“ (vollständiger Name: „Malmedy-St.Vither Volkszeitung, Kreisblatt für den Kreis Malmedy, Eifeler Landeszeitung, Organ der Zentrumspartei, Druck und Verlag Hermann Doepgen“ – Der Zusatz „Organ der Zentrumspartei“ wurde 1917 ohne Angabe von Gründen wieder weggelassen).
Die Übernahme der zuvor preußischen Gebiete in den belgischen Staat nach dem Ersten Weltkrieg bewirkte, dass die deutschfreundliche Zeitung beispielsweise Kritisches zur Herrschaft des Hochkommissars General Herman Baltia in den Jahren 1919 bis 1925 in nicht angreifbaren Formulierungen verbergen musste, da die ostbelgischen Medien der Zensur unterlagen und ein Erscheinungsverbot drohte. Zusätzlich erhielt die Zeitung die Formulierung „Einziges deutsches Organ des Distriktes Malmedy für die Veröffentlichung der amtlichen Bekanntmachungen“. Da sie jedoch angepasst erschien und in der Folgezeit in den ostbelgischen Kantonen die deutsche Sprache vorherrschend blieb, konnte die jetzt dreimal wöchentlich erscheinende Zeitung diese Zeit überstehen. Im Jahr 1934 wurde sie in „St. Vither Volkszeitung“ erneut geändert und fünf Jahre später übernahm Hermann Doepgen, junior (1906–1963) zusammen mit seinem Bruder Heinz Doepgen (1909–1957) nach dem Tod des Vaters die Unternehmensleitung. Im Gegensatz beispielsweise zum probelgischen Grenz-Echo fiel allerdings das prodeutsche bis hin zum pronationalsozialistische Bekenntnis der „St. Vither Volkszeitung“ deutlicher aus, was dazu führte, dass sie nach der Befreiung Belgiens von den deutschen Besatzern im Jahr 1944 die Herausgabe einstellen musste.
Erst nach zehn Jahren Pause wurde im Jahr 1955 die Zeitung als tägliche Ausgabe mit rund 3200 Exemplaren als „St. Vither Zeitung“ inhaltlich entpolitisiert wieder neu aufgelegt, und zwar anfangs noch unter der Leitung von Hermann und Heinz Doepgen sowie später unter Margret Doepgen-Beretz (1920–2012), der Witwe von Heinz Doepgen. Diese musste schließlich 1966 aus betriebswirtschaftlichen Gründen die „St Vither Zeitung“ in das Eupener Grenz-Echo überführen, wo sie anfangs eine kurze Zeit lang als „Grenz-Echo und St.Vither Zeitung“ weitergeführt wurde und später bis in die Gegenwart als Lokalausgabe des Grenz-Echos herausgegeben wird.
Nach dem Tod der letzten Verlegerin Margret Doepgen-Beretz im Jahr 2012 stellte die Verlegerfamilie Doepgen ihre gesammelten Zeitungsbestände dem Staatsarchiv in Eupen zur Verfügung. Anschließend konnten sämtliche Ausgaben auf Initiative des Historikers Andreas Fickers sowie mit Unterstützung der Deutschsprachigen Gemeinschaft und des Fördervereins für das Archivwesen digitalisiert werden. Seit 2014 können nunmehr fast alle Ausgaben der St. Vither Zeitung – bis auf die Jahrgänge 1942, 1943, 1944, die durch die Ardennenoffensive verloren gegangen waren – öffentlich digital eingesehen werden und stellen somit eine bedeutende Grundlage für die Erforschung der regionalen Geschichte dar.